# El contrato sexual
El contrato sexual (en inglés: The Sexual Contract) es un libro de no ficción de 1988 de la feminista y teórica política británica Carole Pateman que se publicó a través de Polity Press. Este libro es un trabajo seminal que analiza cómo la teoría del contrato social continúa afirmando el patriarcado a través de métodos de sumisión contractual donde, en última instancia, existe un desequilibrio de poder debido al sexismo sistémico. El foco de El contrato sexual está puesto sobre la falsa narrativa acerca de que existe en la actualidad una sociedad pospatriarcal o antipatriarcal como resultado de la concepción de una sociedad civil. Contra esto, Pateman argumenta que la sociedad civil continúa sosteniendo la opresión femenina y que la ortodoxia de contratos tales como el de matrimonio no puede tornarse equitativo para mujeres y varones. Pateman utiliza una lente feminista al racionalizar el argumento propuesto en El contrato sexual mediante el uso de obras de los filósofos políticos y liberales clásicos Thomas Hobbes, John Locke, Jean-Jacques Rousseau y luego interpretado por los Padres fundadores de los Estados Unidos a quienes Pateman ha criticado antes como responsables del desarrollo de los derechos y libertades modernos derivados de los estándares contractuales arcaicos que están profundamente arraigados en las esferas occidentales, particularmente en Estados Unidos, Inglaterra y Australia, que son las áreas de enfoque de su trabajo.

## Trasfondo
Carole Pateman, al escribir El contrato sexual, utilizó su experiencia previa en teoría política como apoyo para fundamentar un comentario feminista y una crítica sobre la naturaleza de los contratos como herramientas para controlar la feminidad estableciendo cómo "el contrato original constituye la libertad de los hombres y la sujeción de las mujeres". Pateman escribe dentro de los límites de la tradición occidental que presenta cómo esta tradición excluye a las mujeres y cómo apoya fundamentalmente la opresión femenina en el pensamiento político y legal occidental. Pateman aclara cómo El contrato sexual como teoría tiene sus raíces en cómo el período de la Ilustración fue dirigido esencialmente por hombres para la liberación de los hombres con la cita Liberté, égalité, fraternité excluyendo la liberación de la mujer a través del lenguaje utilizado dentro de este período, modelando efectivamente el comienzos del patriarcado moderno. Pateman expresa esto para demostrar su punto de que los contratos sociales basados en estas ideas de libertad están inherentemente sesgados para favorecer el derecho sexual de los hombres y la subordinación de las mujeres para sostener el contrato social, convirtiéndose así en un contrato sexual que inhibe la autonomía. De mujer.

## Resumen
El contrato sexual se divide en ocho capítulos. Pateman utiliza estructuras de 'narración feminista' para ilustrar la teoría del contrato desde sus orígenes hasta sus implicaciones contemporáneas. Pateman muestra cómo los contratos afectan a la mujer de múltiples maneras, como la capitalización económica y sexual, que se explota de las mujeres a través del matrimonio, la prostitución y la subrogación. El contrato sexual revela las complicaciones asociadas con la teoría del contrato y cómo "las feministas, por lo tanto, no pueden 'reformar' esas partes de la teoría política, deben comenzar de nuevo y desde cero".
La articulación a lo largo del libro es que la teoría contractualista no puede modificarse de manera progresiva. Los contratos siempre inician un derecho político que implica una parte intrínsecamente dominante y subordinada. Además, El contrato sexual explora cómo la base de la sociedad occidental se construye sobre la opresión contractual de las mujeres para mantener un régimen patriarcal, mostrando cómo tras el contrato social entre hombres ilustrados existe "otro contrato, el contrato sexual, por que los hombres toman posesión de las mujeres".

### Matrimonio
Pateman presta mucha atención a las obligaciones contractuales asociadas con el matrimonio: "Las mujeres se incorporan a la sociedad a través del contrato de matrimonio, pero pueden celebrar dicho contrato no como individuos iguales sino como subordinadas naturales". El matrimonio actúa como una forma de obtener "acceso sexual" al cuerpo de una mujer y al "trabajo" que ella proporciona como esposa. Se considera una institución importante en la sociedad: "la institución del matrimonio da a cada marido la capacidad, si así lo desea, de maltratar a su mujer.”  La institución del matrimonio se establece como "prostitución legal", entidad equiparable a un contrato de trabajo, en donde el amo (esposo) celebra este contrato con la sirvienta (ama de casa) como subordinada. Según el estado de naturaleza de Thomas Hobbes, la "conquista" de una mujer dentro del contrato matrimonial conduce a la sumisión de la esposa como sirvienta sexual, convirtiéndola en propiedad del marido, a quien se reconoce como miembro propio. de la sociedad civil y contractual. El problema de Pateman con el matrimonio comienza con cómo institucionalmente convertirse en 'esposo' otorga un derecho patriarcal sobre la 'esposa'.

### Prostitución
Pateman utiliza el ejemplo de la prostitución para explicar cómo el patriarcado logra crear capital sexual a partir del trabajo sexual de las mujeres. Usando la 'historia' del contrato sexual, se hace evidente que "la prostitución es parte del ejercicio de la ley del derecho sexual masculino" que garantiza el acceso continuo a los cuerpos de las mujeres. 'El contrato de prostitución' es descrito por Pateman como un ejemplo de un contrato sexual 'original', convirtiéndose en un precursor de la prostitución metafórica del trabajador por el capital, dentro de la sociedad civil patriarcal. Pateman deduce que los contractualistas defienden la prostitución como una forma de trabajo explicando que los contratos de prostitución son similares a los contratos de trabajo. Esto, muestra Pateman, es una justificación para la afirmación duradera del derecho sexual masculino y la monetización de los cuerpos de las mujeres, legitimando cómo la prostitución afirma el estatus patriarcal.

### Subrogación
La subrogación como ejemplo se utiliza a lo largo de El contrato sexual para crear un diálogo sobre cómo los cuerpos de las mujeres se han convertido en capital legitimado en la sociedad contemporánea. Pateman describe cómo esto es el resultado del contrato sexual impuesto a las mujeres similar a los contratos asociados con la prostitución. El contrato de gestación subrogada es otra faceta del contrato sexual que proporciona una nueva forma de acceso al cuerpo de la mujer. El problema dentro del contrato de subrogación es que sus aspectos están inherentemente basados en la clase, es decir, las mujeres de clase trabajadora se sienten atraídas por el aspecto financiero de este contrato, pero en última instancia no son iguales a la parte que se beneficia del tiempo y la naturaleza del contrato. servicio que están brindando. Pateman usa las palabras de John Locke como ejemplo sobre las diferencias entre un contrato de subrogación y un contrato de prostitución, donde aunque los hombres no usan el uso sexual directo del cuerpo de una mujer para la subrogación, la 'mezcla de la semilla del hombre' con el 'útero de la mujer', si se realiza 'fielmente', da como resultado un niño esencialmente propiedad de la parte masculina. Pateman argumenta que la intervención de las mujeres dentro de la sociedad civil demuestra cómo el contrato de subrogación sigue siendo parte de una dependencia de la sexualidad femenina y cómo no es la discreción de la mujer lo que se valora en el contrato sino su cuerpo el que es utilizado por sociedad.

### Conclusión
The Sexual Contract concluye con Pateman afirmando que el contrato original es una ficción política que pertenece al patriarcado moderno. No hay un origen verdadero para el contrato original; en cambio, existe como una progresión hacia la libertad, pero solo la libertad de ciertos individuos. El quid de la cuestión, tal como lo describe Pateman, es que la libertad política y legal debe discutirse y explorarse desde una perspectiva diferente a la tradicionalista. Pateman busca en su trabajo elaborar más a fondo los problemas con la sociedad civil y cómo no puede establecerse como igual debido a sus orígenes patriarcales. En cambio, debe ser desechado y restablecido para que sea equitativo entre los sexos. Las mujeres nunca pueden convertirse verdaderamente en individuos porque sus contrapartes masculinas no pueden olvidar sus cuerpos. Un contrato entre hombres y mujeres está influenciado por el ideal de seres femeninos encarnados que nunca pueden existir verdaderamente, como pueden hacerlo los individuos como los hombres, con la sociedad civil.

## Recepción
El contrato sexual recibió el premio Benjamin E. Lippincott de 2005, patrocinado por la Asociación Estadounidense de Ciencias Políticas, diecisiete años después de su publicación inicial. El libro se ha utilizado ampliamente como un ejemplo de trabajo que trasciende el trabajo académico convencional y se lo denomina trabajo "desafiante y estimulante", se ha citado en varias revistas sobre teoría política y feminismo y se ha traducido al polaco, francés, turco, portugués, español, croata y eslovaco. El contrato sexual se ha mantenido como una adición relevante y válida a la teoría feminista y sigue siendo un trabajo al que se hace referencia a menudo en muchos campos de disciplina. Treinta años después de su publicación inicial, se publicó una edición de aniversario de El contrato sexual para celebrar el impacto que tuvo en la teoría política y feminista con la adición de un nuevo prefacio de la autora.

### Respuesta
Pateman afirma que El contrato sexual se escribió específicamente pensando en los países anglosajones, abordando directamente las tradiciones del derecho consuetudinario presentes en estas esferas; sin embargo, se ha vuelto evidente que el trabajo de Pateman habla de una serie de experiencias de diferentes culturas. Un problema en las críticas dirigidas a El contrato sexual es un problema contextual de cuando Pateman estaba escribiendo: el tema del esencialismo, tomando sus argumentos matizados de partes específicas del trabajo sin preocuparse por el hilo conductor sobre cómo El contrato sexual es más importante, un retrato de cómo la "diferencia sexual como diferencia política" entre los sexos se basa en el conocimiento y las obras de los teóricos clásicos.

### Impactos en la comprensión de la ley y el género
The Sexual Contract se ha convertido en una obra importante en el contexto de la comprensión de la intersección entre la feminidad y las teorías políticas y legales con la obra de Pateman, convirtiéndose en una entidad que "desafía los supuestos de la teoría política y se ha convertido en un texto feminista clásico de la segunda ola". El trabajo de Pateman logra continuar estableciendo cómo la sociedad moderna continúa apoyando el contrato institucional que, en última instancia, continúa oprimiendo a las mujeres. Incluso con el cambio social que se ha producido en los últimos treinta años, el aumento de la migración y los cambios radicales en las industrias de la clase trabajadora como la minería y la imprenta, El contrato sexual con sus teorías posteriores soporta el paso del tiempo con relativa facilidad. El contrato sexual "ha sido informado por su comprensión [de Pateman] del feminismo como un llamado a mantenerse enfocado en el panorama general, diciendo la verdad al poder". Su impacto en la comprensión de la ley y el género ha ido más allá de su publicación inicial de 1988. Sigue siendo consistente con los problemas dentro de los movimientos modernos, como el movimiento #MeToo, que destaca la lucha de las mujeres famosas apoyadas, pero pasa por alto a las mujeres incapaces de expresar sus experiencias de acoso en caso de represalias de las esferas social y económica. Aquí es donde el texto de Pateman apoya la idea de que “el dessilenciamiento de la mujer en la sociedad contemporánea es sólo parcial”.

### Críticas
Las críticas al argumento de Pateman se han centrado en su énfasis en el argumento del contrato sexual y la relación que tiene con los puntos de vista de Hobbes y Locke sobre la teoría del contrato, "haciendo a Hobbes más consistente teóricamente y a Locke menos abiertamente patriarcal". Pateman también ignora continuamente la participación consensuada de las mujeres en estos contratos, o cómo el "deseo sexual femenino" encaja en la sociedad patriarcal dominante que Pateman describe en su trabajo. El contrato sexual también carece de los matices de cómo la raza y la clase se cruzan con la teoría del contrato social/sexual, particularmente la falta de análisis sobre cómo funciona esta dinámica entre los individuos negros o cómo el enfoque excluyente de Pateman sobre el sexo, la raza y la clase amenaza con desafiar la narrativa hegemónica que construye Pateman.

## Ediciones en español
- Pateman, Carole; Romero, María Xosé Agra (1995). El contrato sexual. Anthropos Editorial. ISBN 978-84-7658-462-0.
- Pateman, Carole; Romero, María José Agra (2019). El contrato sexual. Editorial Ménades. ISBN 978-84-120006-4-1.

## Lectura adicional
- Pateman, Carole (2016). «Sexual Contract».  En Naples, Nancy A., ed. The Wiley Blackwell Encyclopedia of Gender and Sexuality Studies, Volume 5. John Wiley & Sons, Ltd. pp. 1-3. ISBN 978-1-4051-9694-9. doi:10.1002/9781118663219.wbegss468.
- Maldonado, Manuel Arias (2019). (Fe)Male gaze: el contrato sexual en el siglo XXI. Editorial Anagrama. ISBN 978-84-339-1624-2.
- Gómez, Coral Herrera (2021). El contrato amoroso: Herramientas para mujeres que negocian en la pareja. Los Libros De La Catarata. ISBN 978-84-1352-330-9.

- Datos: Q85847763